# Marlebäck
Marlebäck ist ein Gut in der finnischen Gemeinde Iitti, Ort Kausala, heute Landschaft Kymenlaakso.

## Hella Wuolijoki
Marlebäck liegt am Ufer des Flusses Kymijoki, ca. zwei Autostunden von Helsinki entfernt. Es liegt in der Gemeinde Iitti nördlich des Ortsteils Iittinkirkko. Bekannt geworden ist der Ort durch das Gut der finnisch-estnischen Autorin Hella Wuolijoki. Sie hatte das Gutshaus für ihre Eltern Ende der 1920er Jahre durch den Architekten Carolus Lindberg umbauen lassen. Wuolijoki unterhielt dort in den 1920er und 1930er Jahren einen literarisch-politischen Salon, der von kommunistischen und linksintellektuellen Kreisen frequentiert wurde.

## Bertolt Brecht
Von Juli bis Oktober 1940 lebte hier der deutsche Schriftsteller Bertolt Brecht im finnischen Exil, gemeinsam mit seiner Frau Helene Weigel, den Kindern und seiner Geliebten Ruth Berlau. Gemeinsam mit Brechts Sekretärin Margarete Steffin verfassten Brecht und Wuolijoki in Marlebäck die Skizzen zum Stück Herr Puntila und sein Knecht Matti. Anfang Oktober 1940 verkaufte Wuolijoki das Anwesen und Brecht zog nach Helsinki um.

## Brechts Tagebuch
Aus Brechts Tagebuch sind Einträge über seine Zeit in Marlebäck erhalten:
Mit Hella Wuolijoki nach Gut Marlebäk (Kausala) gefahren. Sie gibt uns eine Villa zwischen schönen Birken. Wir sprechen von der Stille hier heraußen. Aber es ist nicht still; bloß sind die Geräusche viel natürlicher, der Wind in den Bäumen, das Rascheln des Grases, das Gezwitscher und was vom Wasser herkommt. Das Gutshaus, weiß, mit zwei Reihen von je acht großen Fenstern, ist über 100 Jahre alt, im Empirestil gebaut. Die Zimmer sind museumsreif. (5. Juli 1940)
Die Sauna des Gutes ist ein kleines viereckiges Holzhaus am Fluß. Durch das Auskleidezimmerchen kommt man in den kleinen, dunklen Baderaum, der von einem riesigen Steinofen beherrscht wird. Man nimmt den Holzdeckel ab und gießt aus einem danebenstehenden großen Eisentopf heißes Wasser über faustgroße runde Steine, die direkt über dem Feuer gehäuft sind. Dann klettert man ein paar Stufen hoch auf eine Holzestrade, wo man sich niederlegt. Wenn der Schweiß ausbricht, peitscht man die offenen Poren mit Birkenwedeln, und dann geht man auf den Steg hinaus und steigt in den Fluß. Klettert man wieder hoch – das kühle Wasser erscheint einem nicht kalt –, lässt man Birkenblätter zurück. Auch nachts, im Bett, findet man einige. „Man schläft mit der Birke“, sagt Hella Wuolijoki. (19. August 1940).

## Museum
Im Arbeitszimmer des Hauses ist heute ein kleines Museum für Brecht eingerichtet. Eine Gedenktafel am Haus erinnert an Brechts Aufenthalt.